# Hoehn-Yahr分級表
Hoehn-Yahr分級表是醫學上用來紀錄帕金森症病情的分級表。此表於1967年發表於美國Neurology刊物上，作者為Melvin Yahr和Margaret Hoehn。 
原表只有1期到5期。近年來，醫學家加入0期，1.5期和2.5期。此表的用途在於評估病患的障礙級別。 
- 0期：無症狀。
- 1期：單邊／側身體受影響，但沒有影響平衡。
- 1.5期：身體單側受影響，并影響平衡。
- 2期：身體雙邊／側受影響，但沒有影響平衡。
- 2.5期： 身體雙邊受影響，但是在拉動試驗（pull test）下能夠自行恢復平衡。
- 3期： 平衡受影響，輕度到中度疾病。但患者可以獨立生活。
- 4期：嚴重無活動能力。但患者可以自行走動和站立。
- 5期：在沒有他人幫助的情況下，只能臥床或坐輪椅。

此分級表近年來已經被帕金森病统一评分量表取代，因為帕金森病统一评分量表更能有效的紀錄日常活動和非動作性的症狀。